# 18788 Керріміллер
18788 Керріміллер (18788 Carriemiller) — астероїд головного поясу, відкритий 10 травня 1999 року.
Тіссеранів параметр щодо Юпітера — 3,513.